# Gignod
Gignod é uma comuna italiana da região do Vale de Aosta com cerca de 1.261 habitantes. Estende-se por uma área de 25 km², tendo uma densidade populacional de 50 hab/km². Faz fronteira com Allein, Aosta, Doues, Etroubles, Roisan, Saint-Oyen, Saint-Pierre, Saint-Rhémy-en-Bosses, Sarre.

## Demografia
| Variação demográfica do município entre 1861 e 2011                               |
|                                                                                   |
| Fonte: Istituto Nazionale di Statistica (ISTAT) - Elaboração gráfica da Wikipedia |